# 루시 베인스 존슨
루시 베인스 존슨(영어: Luci Baines Johnson, 1947년 7월 2일 ~ )은 미국의 사업가이자 자선가이다. 그녀는 미국 대통령 린든 B. 존슨과 그의 아내 레이디 버드 존슨의 차녀이다.